# 貝阿滕貝格

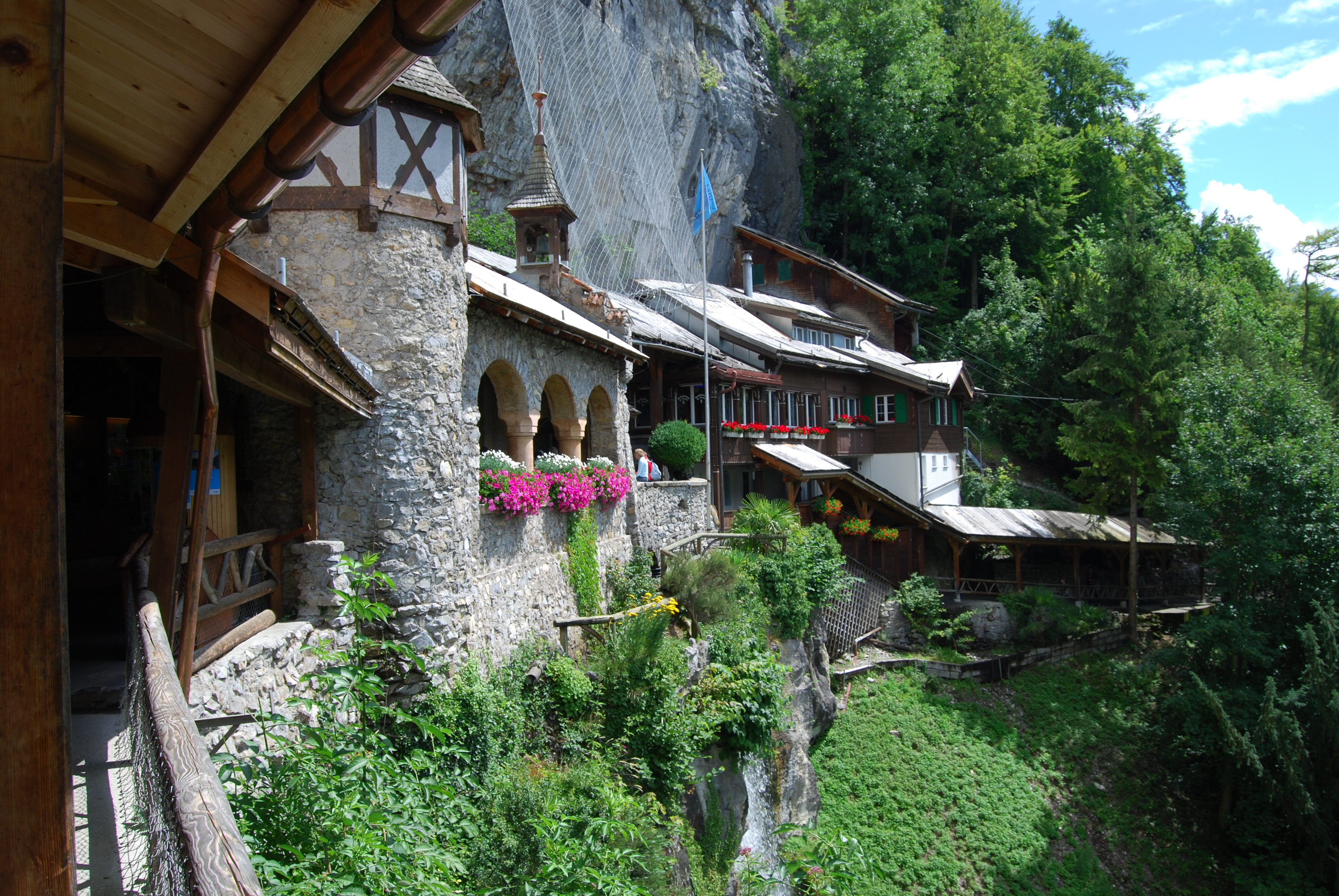

貝阿滕貝格是瑞士的城鎮，位於該國中部，由伯恩州負責管轄，面積29.23平方公里，海拔高度1,129米，2011年人口1,139，七成人口信奉基督教，人口密度每平方公里39人。

## 外部連結
- Offizielle Website der Municipality of Beatenberg （页面存档备份，存于）
- Privat Website in english （页面存档备份，存于） with pictures and informations